# Ilicine
L'ilicine est un alcaloïde, proche de la quinine, présent naturellement dans le houx (Ilex aquifolium). Ce principe actif amère, cristallisable, transparent, d'un brun jaunâtre, insoluble dans l'éther, assez soluble dans l'alcool bouillant et très soluble dans l'eau, a été isolé par décoction des feuilles et décrit pour la première fois[Quand ?] par le pharmacien Deschamps (ou Déleschamps)[précision nécessaire] et a été utilisé au XIXe siècle comme médicament contre la fièvre intermittente et l'hydropisie,. Considérée toxique, cette substance peut provoquer des vomissements et la diarrhée mais aurait cependant des propriétés antispasmodiques, fébrifuges et toniques,.